# رابرت رودات
رابرت رودات (انگلیسی: Robert Rodat؛ زادهٔ ۱۹۵۳) یک فیلم‌نامه‌نویس اهل ایالات متحده آمریکا است. وی از سال ۱۹۹۲ میلادی تاکنون مشغول فعالیت بوده‌است.
از فیلم‌های او می‌توان به نجات سرباز رایان و 
کورسک اشاره کرد.